# Nowoczesność
Nowoczesność (ang. modernity, fr. modernité) – w filozofii postawa zakładająca prymat rozumu jako transcendentalnej normy społecznej. Okresem rozkwitu idei związanych z nowoczesnością jest okres oświecenia. Powstanie postmodernizmu (po-nowoczesność) wiązane jest z klęską lub odrzuceniem projektu nowoczesności.
Według Anthony'ego Giddensa „nowoczesność” to nazwa skrótowa nowoczesnego społeczeństwa lub cywilizacji przemysłowej, gdzie świat postrzegany jest jako transformowalny przez ludzkie działania, gdzie funkcjonują skomplikowane instytucje gospodarcze, w tym produkcja przemysłowa i gospodarka rynkowa oraz gdzie istnieją instytucje polityczne, w tym państwo narodowościowe oraz demokracja masowa.
Ulrich Beck, Anthony Giddens i Scott Lash wprowadzają również pojęcie „późnej nowoczesności” na opisanie fazy rozwoju nowoczesności, w której wszystkie jej cechy przybierają bardziej wyrazistą postać. Cechy te to: wymóg zaufania do złożonych systemów technicznych, nowe formy ryzyka na masową skalę, nieprzejrzystość życia społecznego oraz wielowymiarowa globalizacja.